# Trigonia virens
Trigonia virens är en tvåhjärtbladig växtart som beskrevs av Macbride. Trigonia virens ingår i släktet Trigonia och familjen Trigoniaceae. Inga underarter finns listade i Catalogue of Life.